# 光岡・ロックスター
ロックスター（Rock Star）は、光岡自動車がマツダ・ロードスターを改造して販売を行った2人乗りのクラシックカー風オープンカーである。

## 概要
光岡自動車の創業50周年を記念するスペシャルモデルとして発表された。マツダ・ロードスター（4代目となるND型、以下ロードスター）をベースに前後の外装が1960年代のシボレー・コルベット（C2）を彷彿とさせる外観へと変更されている。開発コンセプトは「やんちゃ×スタイリッシュ×楽しさ」で、同じロードスターベースのヒミコとは対照的に男性的かつ野性味溢れるスタイルが特徴である。キャッチコピーは「俺たちの「永遠」。」。
P5型1.5リッター直列4気筒エンジンなど主要機構はベース車と共通だが、よりバランスの取れたプロポーションを目指すため全長を430 mm延長している。ただしヒミコやラセードとは異なり、ホイールベースは変更されていない。オプション装備として、BFグッドリッチ製195/60R15タイヤとWORKが提供するヴィンテージデザインの15インチホイールが設定される。
エクステリアデザインはオロチを手がけた青木孝憲が担当した。当初からC2型コルベットをモチーフとする予定はなく、アイデアスケッチの模索の中で生み出されたデザインで、青木の中学生時代の記憶の中のスケール感や佇まいを具現化したものだという。
ボンネットのダミーダクトはコルベット"Z06"のそれを模しており、ブルーの七宝焼きエンブレムが取り付けられる。ヘッドライトについては、モチーフとなったC2型コルベットは丸目4灯のリトラクタブルライトだったが、ロックスターではバンパーに埋め込むように配置された小型のライトが対応している。フォグランプにも見えるほどにかなりの小型である理由については、ロックスターのスタイリングはフェンダーの造形やフロントフードのデザインを強調するために、ヘッドライトは主張しないようにしたとのことである。

## 沿革
2018年11月29日、発表。同年12月1日より予約受付を開始。販売台数は限定200台。顧客向けの先行受注で50台が既に完売しているため、発表時点での残りの台数は150台となる。グレード展開はロードスターと同一で、MT専用のベーシックモデルの「S」とハイグレードモデルの「S Special Package」の2種が用意される。
2019年3月22日、200台の完売を発表。2019年7月23日、富山県富山市の本社工場にて第1号車のラインオフセレモニーを開催。2019年内に50台の生産・出荷を予定し、それ以降は2020年に75台、2021年に75台の生産が予定された。
2021年、最終生産車がラインオフした。一方で、あまりの購入希望の問い合わせに応えるべく、希望者向けに独自の中古車情報配信の受付を開始した。
2022年1月27日、ロックスターの完売・完納を記念し、1台限りの特別仕様車「Rock Star 2.0 LHD Only1 Special」の抽選販売を行なうと発表。カナダ向けのMX-5をベースに、標準モデルにはない左ハンドル、2.0Lエンジンの仕様となる。

## 車名の由来
当初は「タイプカリフォルニア」という名称で開発が進められていたが、青木が2018年の夏に見に行ったオールディーズロックのコンサートで、老若男女の観客が純粋にはしゃぎ楽しむ姿に感動し、「自由を楽しむ観客の熱い思いを、自身の顧客に届けたい」という思いから「ロックスター」という車名になったという。